# Monica Iagăr
Monica Iagăr (nach Heirat 1998 Dinescu, nach Scheidung wieder Iagăr; * 2. April 1973 in Sighetu Marmației) ist eine ehemalige rumänische Hochspringerin.
Bei den Halleneuropameisterschaften 1996 in Stockholm belegte sie mit 1,94 m den fünften Platz. Im Sommer 1996 musste sie aussetzen, da sie für sechs Monate wegen Dopings gesperrt war.
1997 erreichte sie beide großen Finales: Bei den Hallenweltmeisterschaften in Paris belegte sie mit 1,90 m den neunten Platz, bei den Weltmeisterschaften 1997 in Athen übersprang sie in der Qualifikation 1,84 m, wurde im Finale mit 1,85 m aber nur Dreizehnte.
Bei den Halleneuropameisterschaften 1998 in Valencia gewann sie mit 1,96 m vor Alina Astafei (GER). Am 6. Juni sprang sie in Budapest den noch heute (Stand 2007) gültigen rumänischen Rekord von 2,02 m. Ende August fanden in Budapest die Europameisterschaften 1998 statt. Sie gewann als Monica Dinescu mit 1,97 m Gold vor Donata Jancewicz (POL) und Alina Astafei.
1999 belegte sie bei den Hallenweltmeisterschaften in Maebashi mit 1,93 m den vierten Platz. Bei den Weltmeisterschaften in Sevilla sprang sie ebenfalls 1,93 m, rangierte damit aber nur auf dem neunten Platz. Bei der Universiade gewann sie 1999 den Titel, nachdem sie zwei Jahre zuvor Zweite geworden war.
Bei den Olympischen Spielen 2000 in Sydney sprang sie 1,93 m und wurde Neunte. Bei den Hallenweltmeisterschaften 2001 in Lissabon wurde sie mit 1,93 m Achte. Im Freien bei den Weltmeisterschaften in Edmonton belegte sie mit 1,90 m den siebten Platz. Nach einer längeren Wettkampfpause war sie bei den Olympischen Spielen 2004 in Athen wieder dabei und wurde Achte mit 1,93 m.
Monica Iagăr ist 1,86 m groß und wiegt 68 kg. 1995 gewann sie ihren ersten Rumänischen Meistertitel, weitere folgten 1996, 1997, 1998, 2000, 2004 und 2005.